# Marciano Capela
Marciano Mineu Félix Capela (em latim: Martianus Minneus Felix Capella; fl. 375-425), melhor conhecido somente como Marciano Capela, foi um escritor de língua latina da Antiguidade Tardia e um dos primeiros a desenvolver o sistema das sete artes liberais que constituíram a base do conhecimento e ensino no início da época medieval.
Marciano nasceu e viveu na Província de África romana, julgando-se que terá praticado advocacia na Cartago romana onde terá escrito a obra pela qual ficou célebre.
Marciano muitas vezes apresenta pontos de vista filosóficos baseados no Neoplatonismo, a escola de filosofia platónica iniciada por Plotino e seus seguidores. Tal como o seu quase-contemporâneo Macróbio, que produziu também uma grande obra sobre religião romana clássica, Marciano nunca identifica diretamente a sua própria filiação religiosa. Muito da sua obra tem a forma de diálogo e as ideias dos interlocutores podem não representar as do próprio autor.
A cratera lunar Capella foi assim chamada em homenagem a Marciano Capella.

## Vida e Obra

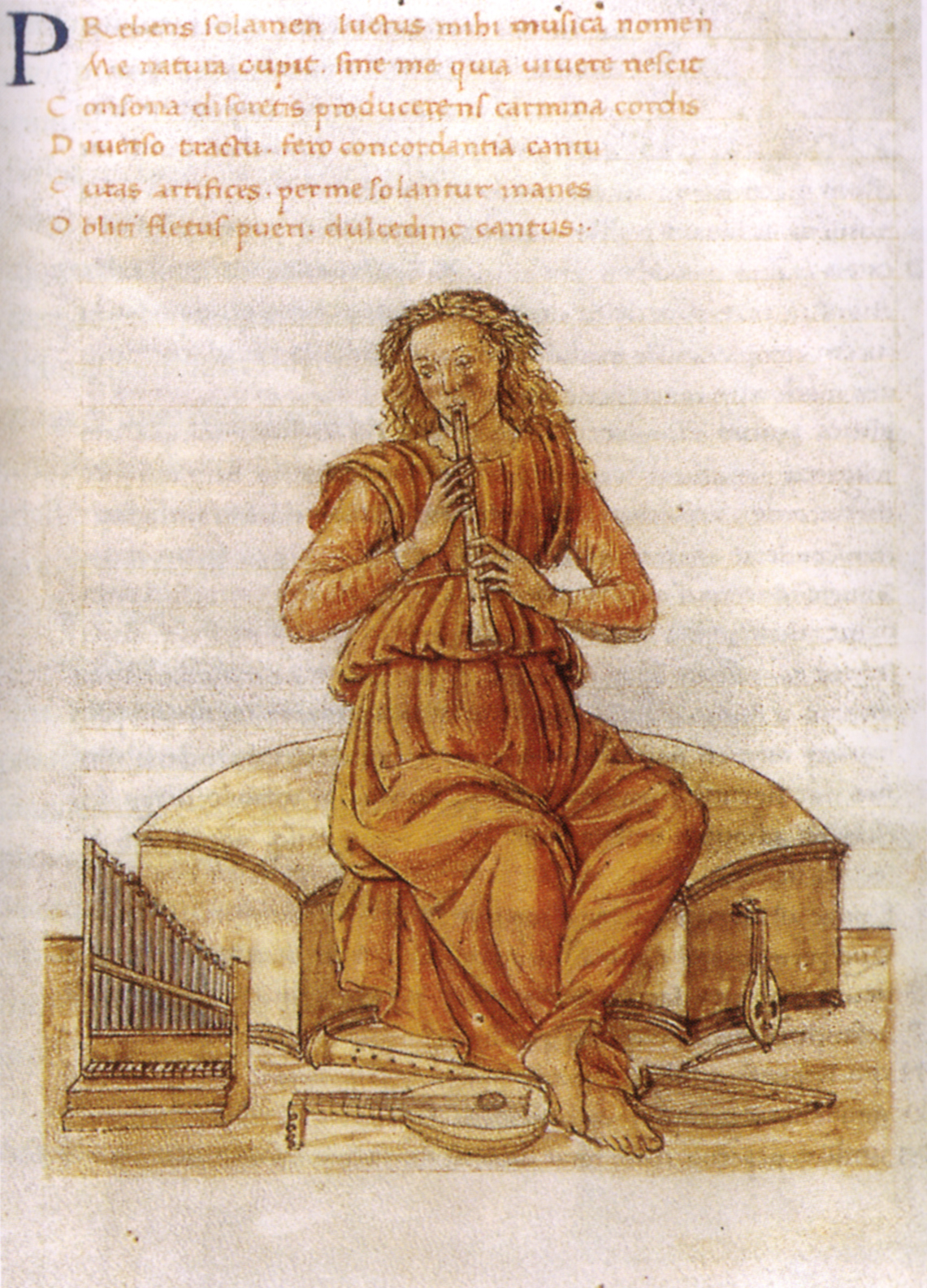
A Música, ilustração em manuscrito do século XV de De Nuptiis Philologiae et Mercurii, Biblioteca Apostólica Vaticana

Marciano provavelmente viveu e escreveu em Cartago, como o parecem indicar os manuscritos da sua obra pelo adjetivo Afer carthaginensis após o nome do autor na maioria dos livros/capítulos e pelo próprio texto em si. Nos últimos versos da obra, que servem como uma espécie de assinatura, Marciano faz surgir a divindade alegórica Satura (representando o género literário da sátira menipeia), que é suposto ter-lhe dado a inspiração para toda a narrativa; Satura desenha então uma espécie de retrato de Marciano dizendo: "Tu que viste crescer a cidade feliz de Elissa" (ou seja, Dido, rainha mítica de Cartago).
Parece que a ideia geralmente aceite de que Marciano nasceu em Madaura (hoje Souk Ahras, Argélia), e que mais tarde se mudou para Cartago, seja errada, pois que essa afirmação remonta à introdução da edição por Grotius em 1599 da obra de Marciano, o qual julgava que se tratava de Marciano a quem Cassiodoro por várias vezes se referiu como Madaurensis, quando o que este último evoca invariavelmente é Apuleio.
Marciano deve ter vivido no início do século V pois o livro que escreveu e pelo qual ficou famoso na época, De nuptiis Philologiae et Mercurii (Sobre as Núpcias entre Filologia e Mercúrio), foi escrito após o saque de Roma pelos Visigodos em 410, evento que é nele referido, mas aparentemente antes da conquista do Norte de África pelos Vândalos em 429, por não o ter sido.
Em meados do século VI, Securo Memor Félix, orador e professor de retórica, recebeu o texto em Roma colocando a assinatura pessoal no fim do Livro I (ou no Livro II em muitos manuscritos) registando que esteve a trabalhar em "exemplares muito corrompidos". Gerardus Vossius (1577–1649) erradamente considerou que isto significava que Marciano vivera no século VI, dando origem a um equívoco que perdurou longamente acerca da época em que Marciano vivera.

## De Nuptiis Philologiae et Mercurii
A única obra conhecida de Marciano que tem um carácter enciclopédico, De Nuptiis Philologiae et Mercurii (Sobre o casamento da Filologia e Mercúrio), às vezes chamada De Septem Disciplinis (Sobre as Sete Disciplinas) ou o Satyricon, é uma alegoria didática complexa escrita numa mistura de prosa e de poesia elaboradamente alusiva, um prosimetrum à moda das sátiras menipeias de Varrão.
O estilo é prolixo e carregado com metáforas e expressões bizarras. O livro foi de grande importância na definição da fórmula padrão do ensino académico desde o Império Romano cristianizado do século V até ao Renascimento do século XII. Esta fórmula incluía o amor medieval pela alegoria (em específicas corporizações) como um meio para apresentar o saber, e a estruturação desse saber em torno das sete artes liberais.

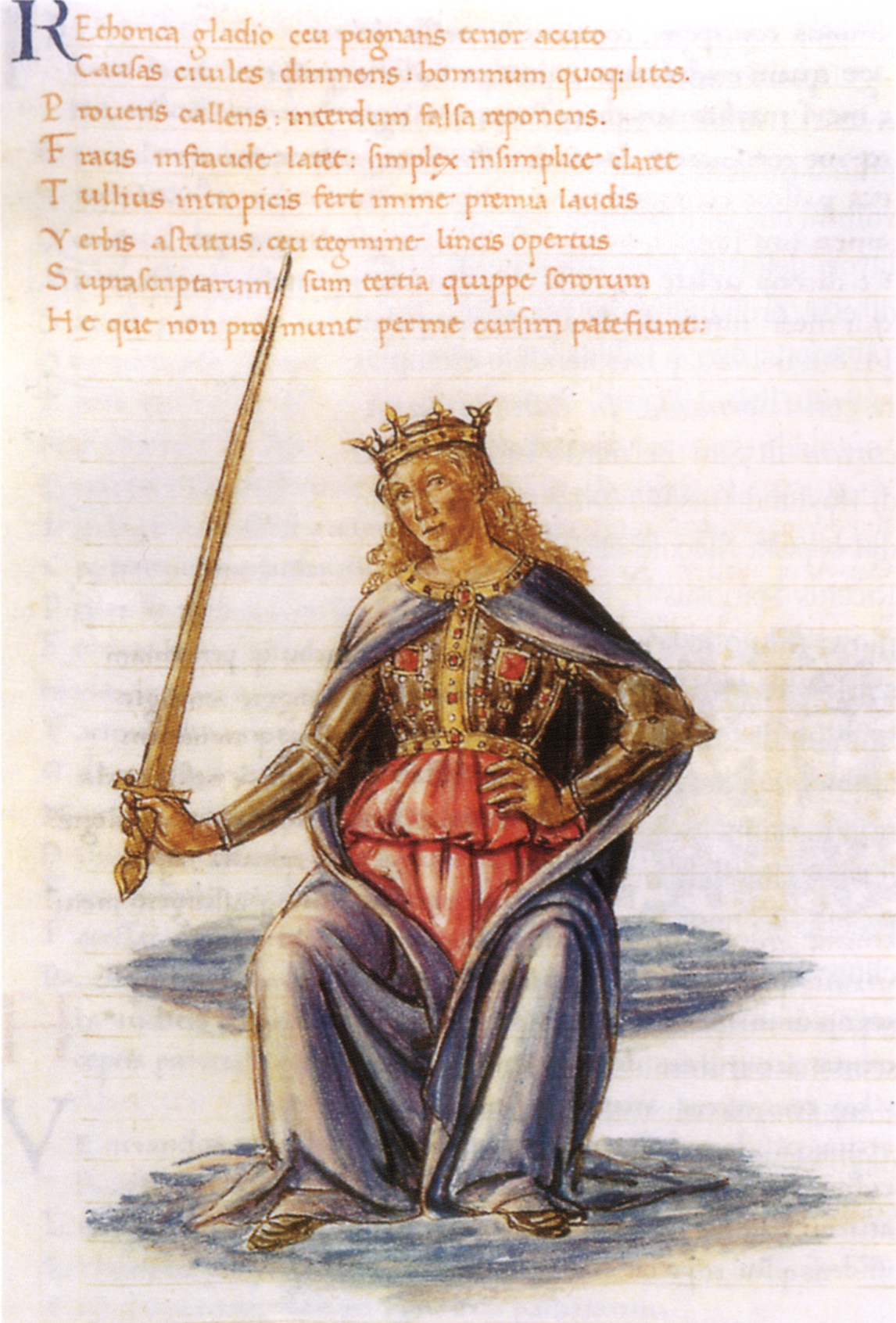
A Retórica, ilustração de manuscrito do século XV de De Nuptiis Philologiae et Mercurii

O livro, fazendo uma súmula da magra cultura clássica do seu tempo, foi dedicado a seu filho. A sua história enquadradora nos dois primeiros livros conta o namoro e casamento de  Mercúrio (a busca inteligente ou produtiva), que fora recusado pela Sabedoria, Adivinhação e a Alma, com a donzela Filologia (estudo, ou mais literalmente o amor pelas letras e o estudo), que se torna imortal sob a proteção dos deuses, das Musas, das Virtudes cardeais e das Graças. O título refere-se à união alegórica da busca intelectualmente proveitosa (Mercúrio) da aprendizagem por meio da arte das letras (Filologia).
Nos presentes de casamento estão sete servas para a Filologia, ou seja, as sete artes liberais: Gramática (uma mulher idosa com uma faca para extirpar os erros gramaticais das crianças), Dialética, Retórica (uma mulher alta com um vestido decorado com figuras de linguagem e armada de forma a atacar os adversários), Geometria, Aritmética, Astronomia e (a musical) Harmonia. Frances Yates comenta que estas imagens correspondem estreitamente às regras para a criação de imagens de memória artificial. À medida que é apresentada, cada arte faz uma exposição dos princípios da ciência que representa, proporcionando assim um resumo das sete artes liberais. Duas outras artes, Arquitetura e Medicina, estiveram presentes na festa, mas dado que tratavam de coisas terrenas, deviam manter-se em silêncio na presença das divindades celestiais.
Cada livro é um resumo ou uma compilação de autores anteriores. O tratamento dos assuntos cultiva uma tradição que remonta a Disciplinae de Varrão, até mesmo a alusão de passagem de Varrão à arquitetura e medicina, que no tempo de Marciano Capela eram as artes da mecânica, sendo matéria para escravos inteligentes, não para senadores romanos. O currículo romano clássico, que iria em grande medida passar através do livro de Marciano Capela para o início do período medieval, foi modificado, mas escassamente revolucionado pelo Cristianismo. As porções de verso, no seu conjunto correta e classicamente elaborados, imitam Varrão.
O oitavo livro descreve um modelo astronómico geocêntrico modificado, no qual a Terra está em repouso no centro do universo à volta da qual giram a Lua, o Sol, três planetas e as estrelas, enquanto Mercúrio e Vénus circundam o Sol. Esta perspectiva do universo foi elogiada por Copernicus no Livro I do seu De revolutionibus orbium coelestium.

## Influência
O livro de Marciano Capela foi fundamental na história da educação, da retórica e da ciência. A obra foi lida, ensinada e comentada e estruturou a educação europeia desde o início da Idade Média até ao fim da Renascença carolíngia.

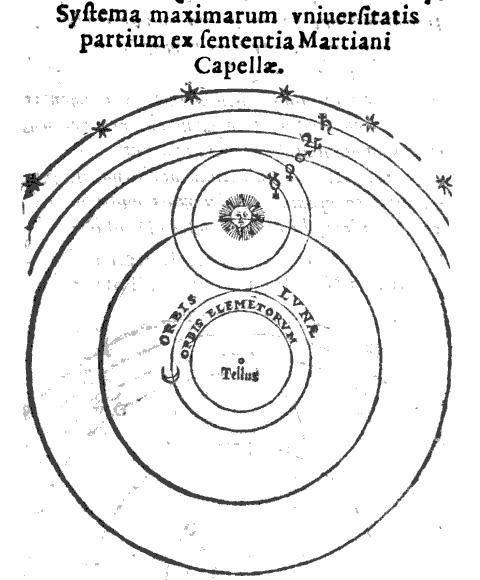
Representação do modelo astronómico geocêntrico de Marciano Capela por Valentin Naboth (1573)

Logo no final do século V, outro africano, Fulgentius, compôs uma obra tendo por modelo a de Marciano. Um nota encontrada em numerosos manuscritos escrita por Securo Memor Félix, indica que cerca do ano 534 o texto denso e circular de De nuptiis já havia sido irremediavelmente corrompido pelos erros dos copistas. Michael Winterbottom sugere que a nota de Securo Memor pode ser a base do texto encontrado num "número impressionante dos livros" escritos no século IX.
Outro escritor do século VI, Gregório de Tours, assegura que o livro se tornou praticamente um manual escolar. Na sua obra de 1959, C. Leonardi inventariou a existência de 241 manuscritos de De nuptiis, o que atesta a sua popularidade durante a Idade Média. Foi comentado abundantemente por John Scotus Erigena, Hadoard, Alexander Neckham e Remígio de Auxerre. No século XI o monge alemão Notker Labeo traduziu os dois primeiros livros para o alemão antigo. Marciano continuou a ter um papel importante enquanto veículo do saber antigo até ao nascimento do novo sistema de ensino com base na escolástica aristotélica. Ainda no século XIII, Marciano continuava a ser considerado a causa eficiente do estudo de astronomia.
As ideias de Marciano perderam interesse para os estudiosos modernos, "exceto pelo esclarecimento que a sua obra dá sobre o que os homens de outros tempos e lugares sabiam ou pensavam que era importante saber acerca das artes liberais". C. S. Lewis, em The Allegory of Love, afirmou que "o universo, que produziu a orquídea e a girafa, não produziu nada mais estranho do que Marciano Capela".
A editio princeps de De nuptiis por iniciativa de Francisco Vital Bodiano ocorreu em Vicenza em 1499. A relativamente tardia impressão da obra, bem como o número modesto de impressões posteriores, é a marca da queda de popularidade, excepto como uma cartilha educativa fundamental nas artes liberais. Durante muitos anos, a edição padrão da obra foi a de A. Dick (Teubner, 1925), mas J. Willis produziu uma nova edição para Teubner em 1983.
Uma edição moderna, focando as artes matemáticas, é Martianus Capella and the Seven Liberal Arts, Vol. 1: The Quadrivium of Martianus Capella: Latin Traditions in the Mathematical Sciences, 50 B.C.–A.D. 1250. O Volume 2 desta obra é a tradução para inglês de De nuptiis.